# IC 2042
IC 2042 ist ein Stern im Sternbild Pendeluhr am Südsternhimmel, die der Astronom Robert Thorburn Ayton Innes am 5. Februar 1897 fälschlich als IC-Objekt beschrieb.